# Abd Allah ibn Hákam
Abd Allah ibn Hákam at-Tuyibi a il-Háyib (in arabo عبد الله بن الحكم التجيبي‎?; ... – 1038) è stato un re della taifa di Saragozza per la durata di ventotto giorni nel 1038.

## Biografia
Abd Allah ibn Hákam era uno dei Qadi o governatori di Múndir II e appoggiò una cospirazione per detronizzare suo cugino Múndir II. Con l'appoggio di alcuni sostenitori ottenne che alcune fazioni si ribellarono contro il re, nell'estate di 1038, prendendo d'assalto l'alcázar reale il 23 di agosto di 1038. Lì vennero uccisi Múndir II e il suo visir ebreo Yequtiel ben Ishaq. 
Hákam aveva preparato coscienziosamente il suo colpo di Stato, visto che rapidamente iniziò a coniare moneta con il suo nome e il nuovo titolo di hajib («ciambellano»), che era quello che aveva utilizzato Almanzor e tutti i re delle taifa come simbolo del loro potere regio. Il suo scopo era quello di riconquistare il potere di suo nonno Abd al-Rahmán a Saragozza, ostracizzato da Múndir I, che proveniva da un lignaggio secondario di questa famiglia, oltre all'evidente motivo della sua ambizione di regnare sulla taifa di Saragozza. Tuttavia, fu re solo fino al 20 settembre 1038. Questo perché l'assassino aveva promesso all'allora governatore di Lleida, Sulaymán ben Hud al-Musta'in, di consegnare il potere politico, poiché Sulaymán ben Hud apparteneva a una delle più potenti linee e godeva di grande prestigio militare, ma non rispettò l'accordo. Ecco perché Sulaymán ibn Hud, sostenuto da Ismaíl di Toledo, decise di entrare a Saragozza, trovando l'appoggio della popolazione. Abd Allah si barricò nella fortezza, poiché fu presto percepito come un usurpatore dal popolo di Saragozza, che conosceva e stimava Sulaymán ibn Hud. Pressato dalla folla, dovette fuggire e  si ritirò nella fortezza di Rueda.